# Hebe hulkeana
Hebe hulkeana é uma espécie de planta do gênero Hebe.